# شملان علي الرومي
 شملان بن علي آل سيف الرومي، (1862 - 1945) تاجر لؤلؤ و(نوخذة) وعضو مجلس الشورى الكويتي.

## عن حياته

مسجد شملان بن علي بن سيف الرومي المبني قبل 128 عام

ولد شملان بن علي آل سيف الرومي في حي شرق من مدينة الكويت عام (1862)، توفي والده سنة 1304هـ - 1886م وعمره نحو 23 سنة، واعتمد علي نفسه وإتجه الي العمل بتجارة اللؤلؤ يشتريه من الغواصين ثم يسافر بتجارته إلى مراكز بيعه في البحرين أو الهند بمشاركة شقيقه حسين بن علي آل سيف الرومي فزادت ثروتهما وذاع صيته بين التجار لصدقه وأمانته، وبلغت ثروتهما أول العشرينيات ثمانمائة وخمسين ألف روبية، وكان هذا المبلغ كبير جدا في ذلك الوقت، وبعد استقرار حالته المادية اتجه الي العمل السياسي وشارك في أول مجلس للأعيان في الكويت سنة 1921 م في بداية حكم الشيخ أحمد الجابر الصباح، وقد كان رئيس المجلس آنذاك حمد عبد الله الصقر.

## عمله الخيري
كانت ديوانه ملتقى أهل العلم والشورى في الكويت يستضيف فيها العلماء الوافدين حيث تعقد حلقات العلم وتبادل الآراء، ولما عقد أهل الرأي والشورى بالكويت العزم على بناء مدرسة حديثة سميت مدرسة المباركية تبرع بمبلغ «5000» خمسة آلاف روبية لتأسيسها بهدف القضاء على الجهل ونشر نور العلم في وقت كان التعليم فيه محصورا في الكتاتيب التقليدية القديمة.[بحاجة لمصدر]

## تعليم الأيتام
رغم وجود مدرستي المباركية والأحمدية – إلا أن المدرستين ضاقتا بطلاب العلم، ووجد شملان بن علي أن هناك كثيرا من اليتامى محرومين من نعمة التعليم لعدم وجود عائل ينفق عليهم، فقام بتأسيس مدرسة خاصة تضم اليتامى من أهل الكويت يتلقون فيها بالمجان علوما مختلفة أسوة بغيرهم من الطلاب المنتسبين إلى مدرستي المباركية والأحمدية وسميت مدرسة السعادة وخصص لها جزءا من ماله وعين للعمل فيها مدرسين أكفاء وأوكل إدارتها إلى الشيخ أحمد الخميس الذي كان راتبه مائة روبية وهو مبلغ كبير في ذلك الوقت، وقد فتحت المدرسة أبوابها في عام 1343 هـ 1924 م وكانت ثالث مدرسة نظامية بالكويت، وكان التعليم فيها مجانا للطلاب، وبلغ عدد طلابها نحو ثلاثمائة تلميذ، وفي سنة 1934م اضطر لإغلاقها حيث لم يعد بوسعه الصرف عليها بعد ذهاب ثروته إثر كساد تجارة اللؤلؤ، بسبب ظهور اللؤلؤ الصناعي.

## إطعام الفقراء وقت العسرة
عندما حلت الأزمة الاقتصادية بالمنطقة العربية كلها (وقت العسرة) أثناء الحرب العالمية الأولى (1914 – 1918) حيث انقطعت سبل المواصلات وتوقف التجار عن عملهم وبلغت الأزمة منتهاها، سارع شملان علي الرومي وأخوه إلى إطعام الفقراء والمساكين، وكان ديوانهما مفتوحا للضيوف والفقراء وغيرهم.[بحاجة لمصدر]

## سقايته للماء
كان الماء قديما يجلب من خارج الكويت من شط العرب أمام البصرة بوساطة السفن وكان شملان علي الرومي وشقيقه حسين خصصا لهذا الغرض سفينة تسمى «وجعلا نصف ما تجلبه السفينة من الماء لسقاية الفقراء مجانا في وقت كانت حاجة الناس للماء شديدة في صيف الكويت القاسي.[بحاجة لمصدر]

## العناية بالمساجد
لم يتوقف شملان علي الرومي عن فعل الخير سواء على الأيتام والمحتاجين أو على إنفاق ماله في سبيل الدفاع عن وطنه أو على المساهمة في تشجيع العلم فقد كان لتعمير المساجد وتجهيزها حظ وافر من ماله، فبعدما تأسيس مسجد الشملان ذو المئذنتين، تبرع شملان علي الرومي بثلث مال ابنه علي (المتوفي) عام (1340 هـ - 1921) لجاسم بن إدريس فعمل منه خلوة ومكان للوضوء، ويقع هذا المسجد في منطقة المرقاب وجددته وزارة الأوقاف الكويتية عام 1379 هـ - 1959 م.[بحاجة لمصدر]

## وفاته
توفي شملان علي الرومي في يوم 14 ربيع الأول سنة 1364هـ الموافق 26 فبراير 1945 م، وعمره حوالي 83 سنة.[بحاجة لمصدر]